# Petrus Dieleman
Petrus Dieleman (Axel, 9 november 1873 - Amersfoort, 19 januari 1961) was een Nederlands politicus en Commissaris der provincie.
Dieleman was een Zeeuwse advocaat, telg uit een agrarisch geslacht. Hij speelde tientallen jaren een belangrijke rol in het bestuur van de provincie. Hoewel lid van de ARP en vurig Orangist, ontpopte hij zich na de capitulatie als een sympathisant van het nationaalsocialisme. Hij werd in september 1940 belast met de waarneming van het ambt van Commissaris der Provincie. Hij was een steunpilaar van de bezetters en werd, na een 'zeer ernstig gebed', begunstiger van de Germaansche SS.
Op 18 mei 1940 ontving hij de uit internering ontslagen districtsleider van de Zeeuwse NSB J.A. Dekker met de Hitlergroet en de woorden ik ben zur Verfügung. Deze stelde toen voor om gewoon Nederlands te spreken. Als deken van de balie gaf hij in bezettingstijd door dat een Vlissingse advocaat jood was. Op 29 november 1943 gelastte hij een aantal burgemeesters om 675 mannen aan te wijzen voor het graven van loopgraven. Bij weigering zouden de burgemeesters worden doodgeschoten en indien zij ontslag namen, zouden zij worden aangeklaagd wegens sabotage.
Hij stond na de oorlog terecht voor het Tribunaal in Goes, maar was zich van geen kwaad bewust omdat hij alles meende te hebben gedaan in het belang van Zeeland. Hij werd ook schuldig verklaard aan aansluiting bij de Nederlandsche SS als begunstiger, het verweer van Dieleman was dat hij dacht dat het een culturele beweging was. Dieleman kreeg in december 1947 als 74-jarige een opvallend milde straf en werd slechts veroordeeld tot ontzetting uit het recht om een openbaar ambt te vervullen. In 1950 moest hij bovendien zijn onderscheiding in de Orde van de Nederlandse Leeuw inleveren.
- Biografisch Portaal: 50851236
- International Standard Name Identifier: 0000 0003 8783 8879
- Nederlandse Thesaurus van Auteursnamen: 072435992
- Parlement.com: vh5p2v74ulnv
- Virtual International Authority File: 280900487
- WorldCat: E39PBJfxdR9vvDWQytFMgXDXh3